# カタールとブルネイの関係
カタールとブルネイの二国間関係について述べる。カタールはバンダルスリブガワンに駐ブルネイ大使館を、ブルネイはドーハに駐カタール大使館を設置している。

## 歴史
両国間の国交は1991年10月2日に樹立された。ブルネイは2001年にドーハに大使館を設置したが、カタールがバンダルスリブガワンに大使館を設置したのは2008年であった。

## 経済関係
文化・教育での協力関係に関する了解覚書が交わされており、これには二重課税の回避や、商業や技術での相互協力が盛り込まれ、両国間の関係をさらに強化するためのものとなっている。なお、少数の在カタール・ブルネイ人が、主にカタールガスやカタール・ペトロリアムにおいて技術者として働いている。また、両国間ではスポーツでの交流もある。

## 参照
1. 1 2 3  “Brunei-Qatar Relations”.  Ministry of Foreign Affairs and Trade (Brunei). 2014年2月27日時点のオリジナルよりアーカイブ。2014年2月24日閲覧。
2. ↑  Diyana Ibrahim (2012年1月18日). “Brunei, Qatar usher in new era of friendship”.  The Brunei Times. 2014年3月2日時点のオリジナルよりアーカイブ。2014年2月24日閲覧。
3. ↑  Public Relations Unit (2012年11月12日). “Minister of Education makes couresty call to Qatar’s Minister of Education & Higher Education”.   Ministry of Education (Brunei). 2013年10月15日時点のオリジナルよりアーカイブ。2014年2月24日閲覧。
4. ↑  Lani Rose R Dizon. “Brunei embassy celebrates 28th national day”.  Qatar Tribune. 2014年3月6日時点のオリジナルよりアーカイブ。2014年2月24日閲覧。
5. ↑  James Kon (2014年1月7日). “Towards Brunei-Qatar sports co-operation”.  Borneo Bulletin. 2014年2月23日時点のオリジナルよりアーカイブ。2014年2月24日閲覧。